# Acht Eimer Hühnerherzen
Acht Eimer Hühnerherzen ist eine Deutschpunk-Band aus Berlin-Kreuzberg.

## Geschichte
Gegründet wurde die Band 2018. Der Bandname geht auf eine Performance mit fünf Eimern Hühnerherzen zurück, von der Sängerin Apocalypse Vega hörte, so Vega in einem Interview. Der Bassist  Herr Bottrop aka Johnny Bottrop war bereits in den Bands Terrorgruppe und The Bottrops aktiv. Schlagzeuger Bene Diktator spielte u. a. bei Diving For Sunken Treasure und ist unter seinem bürgerlichen Namen mit eigener Band aktiv. Das erste Album wurde 2018 bei Destiny Records unter dem Titel Acht Eimer Hühnerherzen veröffentlicht und, laut Band, an nur zwei Tagen im Studio eingespielt. Ihr erstes Video trägt den Titel Eisenhüttenstadt. Das zweite Album erschien 2020 unter dem Titel Album, das dritte am 18. März 2022 mit dem Titel Musik.

## Stil
Ihren musikalischen Stil bezeichnet die Band selbst als Nylonsaitenpunk oder „Powerviolence-Folk mit Kakophonie und Bindungsangst oder auch Wandergitarren-Hardcore, ein post-dadaistischer Soundtrack-of-our-Lives für die drei großen „A“s der Städte: Alleinerziehende, Alkoholiker und Allergiker…und alle anderen Lost Souls“. Sowohl im Studio als auch bei Live-Auftritten arbeitet die Band mit halbakustischen Saiteninstrumenten. ByteFM schreibt über ihr 2018 erschienenes Debütalbum: „Dass eine der erfrischendsten Punk-Platten des Jahres auf Klassikgitarre und Akustik-Bass eingezockt wurde, hätte wohl niemand ahnen können.“ Eric Meyer bescheinigt dem 2020 erschienenen Album bei aller musikalischen Eingängigkeit auch Tiefgang: „Acht Eimer Hühnerherzen haben trotz aller Hibbeligkeit und verkapptem musikalischen Frohsinn zu wichtige Themen im Rucksack, als dass man beim oberflächlichen Mitwippen bleiben müsste.“

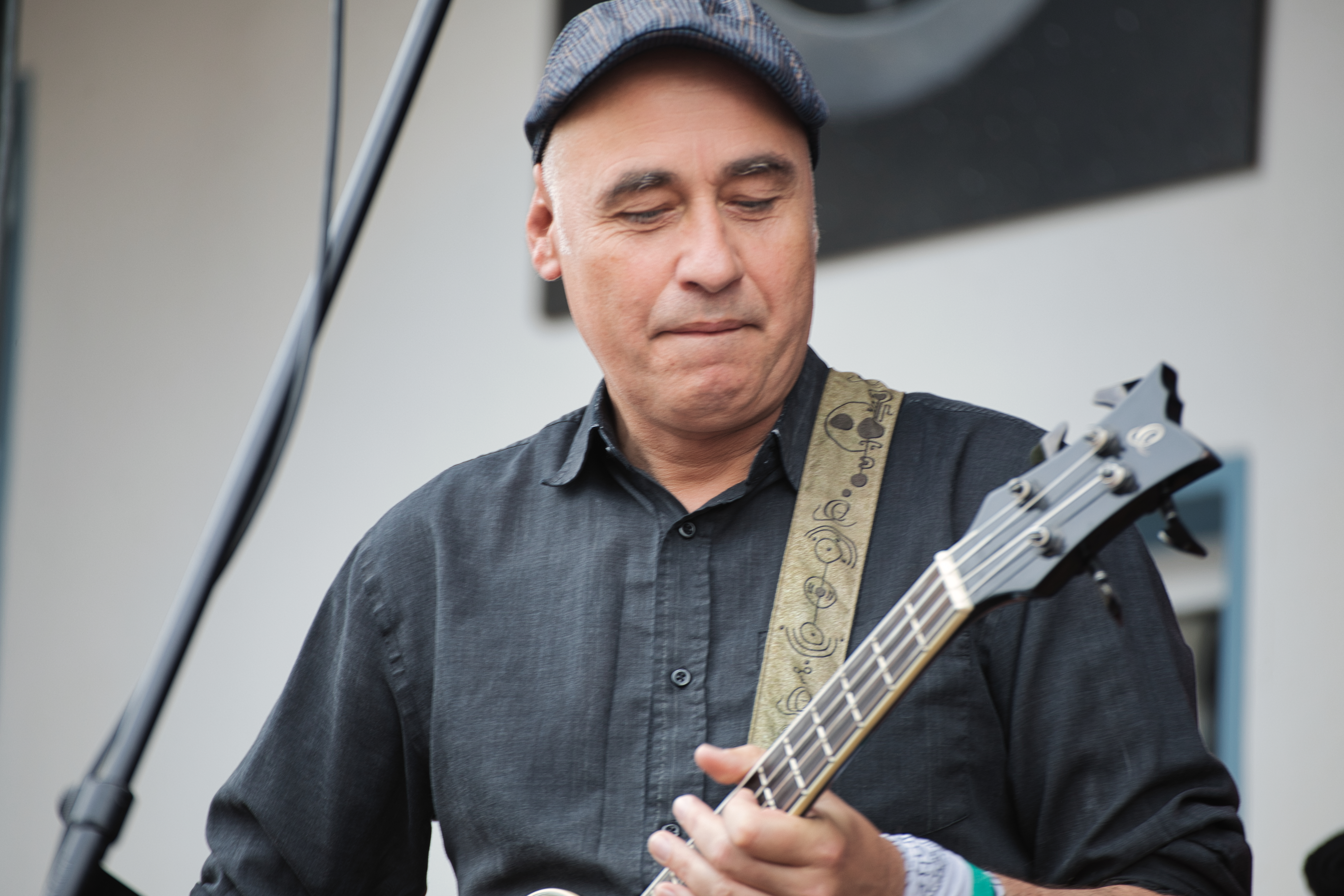
Johnny Bottrop
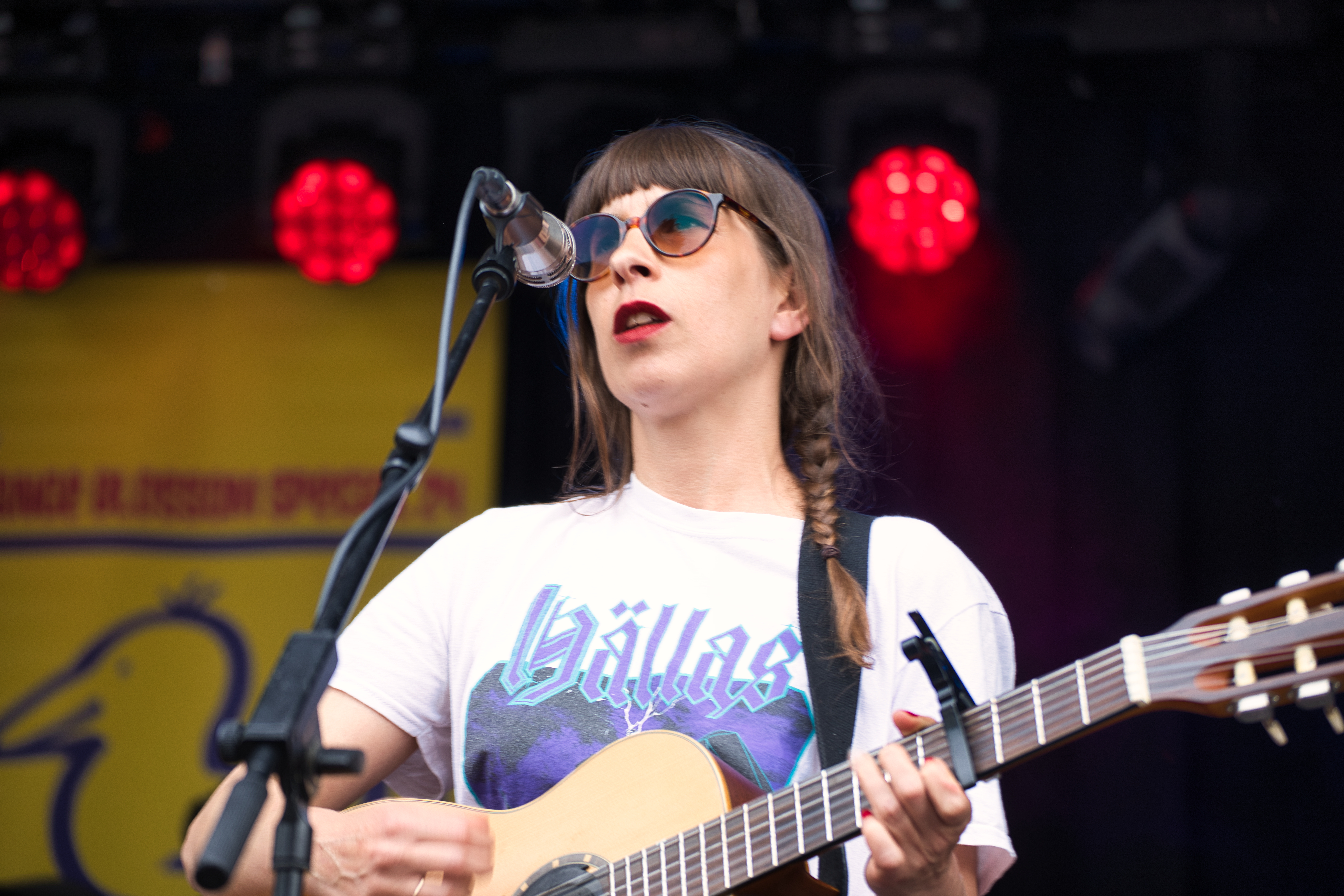
Apocalypse Vega
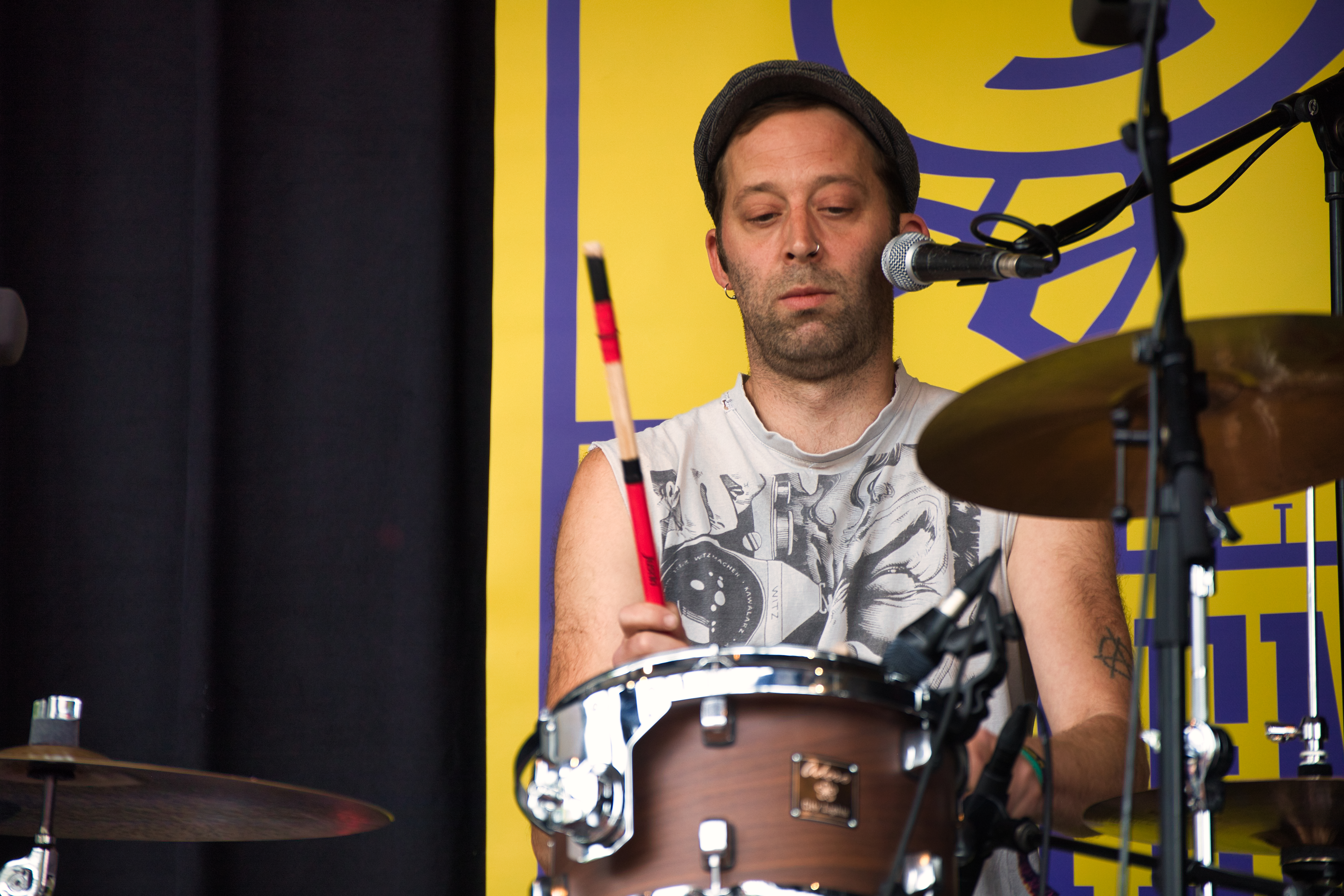
Bene Diktator

Thomas Winkler bezeichnete sie im Musikexpress als „die einzig denkbare Punkband im Jahr 2022“.

## Diskografie
Studioalben

| Jahr | Titel Musiklabel                        | Höchstplatzierung, Gesamtwochen, AuszeichnungChartsChartplatzierungen (Jahr, Titel, Musiklabel, Platzierungen, Wochen, Auszeichnungen, Anmerkungen) | Anmerkungen                         |
| Jahr | Titel Musiklabel                        | DE | Anmerkungen                         |
| ---- | --------------------------------------- | --- | ----------------------------------- |
| 2018 | Acht Eimer Hühnerherzen Destiny Records | — | Erstveröffentlichung: 23. März 2018 |
| 2020 | Album Destiny Records                   | DE86 (1 Wo.)DE | Erstveröffentlichung: 27. März 2020 |
| 2022 | Musik Kidnap Music                      | DE20 (1 Wo.)DE | Erstveröffentlichung: 18. März 2022 |
| 2025 | Lieder Kidnap Music                     | DE38 (1 Wo.)DE | Erstveröffentlichung: 21. März 2025 |